# 620
Évszázadok: 6. század – 7. század – 8. század
Évtizedek: 570-es évek – 580-as évek – 590-es évek – 600-as évek – 610-es évek – 620-as évek – 630-as évek – 640-es évek – 650-es évek – 660-as évek – 670-es évek
Évek: 615 – 616 – 617 – 618 –  619 – 620 – 621 – 622 – 623 – 624 – 625

## Események

### Bizánci Birodalom
- A bizánci–perzsa háborúban Egyiptom elfoglalása után a perzsák ismét Kis-Ázsiában támadnak és megszállják Ankürát (Ankara). A Szászánida II. Huszrau közel jár ahhoz hogy visszaállítsa az Óperzsa Birodalmat.
- A fellázadt ravennai exarkhónt, Eleutherioszt saját katonái megölik és a fejét elküldik Hérakleiosz császárnak.

### Európa
- II. Chlothar frank király Sensben kolostort alapít Szent Columba tiszteletére.
- Eustasius luxeuil-i apát és Agilus Bajorországban megalapítja a weltenburgi kolostort.

### Kína
- Folytatódik a kínai belháború. Li Ci-tung parasztvezér, aki császárrá kiáltotta ki magát, átkel a Jangcén és több várost elfoglal, de az év végére Tang Kao-cu hadvezére, Li- Fu-vej súlyos vereséget mér rá és vissza kell vonulnia.
- A Tang-seregek a másik felkelővel, Vang Si-csunggal szemben is jelentős sikereket érnek el, Tang Kao-cu fia, Li Si-min visszaszorítja őt egészen a fővárosig, Lojangig.
- Másfél évnyi uralkodás után meghal Csulo, a keleti türkök kagánja. Utódja öccse, Illig, aki szerint bátyját megmérgezték és a gyanúsítottakat kivégezteti.

## Halálozások
- Csulo, keleti türk kagán

## Fordítás
- Ez a szócikk részben vagy egészben  a(z)   620 című angol Wikipédia-szócikk ezen változatának fordításán alapul.  Az eredeti cikk szerkesztőit annak laptörténete sorolja fel. Ez a jelzés csupán a megfogalmazás eredetét és a szerzői jogokat jelzi, nem szolgál a cikkben szereplő információk forrásmegjelöléseként.